# ملکاسوو
ملکاسوو (انگلیسی: Melekasovo) یک شهرک در شهرستان مچتلینسکی استان باشقیرستان کشور روسیه است.